# Johanne Marie Malleville
Johanne Marie Malleville, född 1750, död 1817, var en dansk gunstling. 
Hon var dotter till kapten Emanuel Meyer och Johanne Mohlholm, och gifte sig 1763 med kapten Thomas de Malleville. Sedan drottningen 1770 inlett sitt förhållande med Struensee, infördes en reform där även icke adliga personer tilläts delta i den kungliga taffeln, där också reglerna i övrigt löstes upp och gjorde ritualen mer avslappnad. Syftet var officiellt att göra det möjligt för kungen att lära känna sina undersåtar, men antogs i stället var Struensees önskan att drottningen fick lära känna icke adliga personer mer vänligt inställda till hans reformer och deras förhållande, något som gjorde Gustav III upprörd under hans besök vid danska hovet 1771. I konservativa kretsar ansågs drottningens närmaste kvinnliga umgänge av Elisabet von Eyben, Anna Sofie Bülow, Christine Sophie von Gähler och Amalie Sofie Holstein redan utgöra ett dåligt exempel, och detta ansågs försämras då hon tilläts umgås med icke adliga kvinnor, bland vilka Johanne Marie Malleville kom att spela en stor roll. Hon tillhörde drottningens favoriter och dagliga umgänge och gjorde henne oftast sällskap vid spelborden, och hade också ett omtalat förhållande med Anna Sofie Bülows tidigare älskare Frederik Karl von Warnstedt, något som betraktades som en skandal. 
Vid kuppen den 17 januari 1772 tillhörde hennes make de som arresterade Struensee, för vilken han blev befordrat med en post på St. Thomas i Västindien. Själv stannade hon i Köpenhamn och ansökte 1780 framgångsrikt om skilsmässa för makens otrohets skull. Hon gifte 1781 om sig med greve Verner Schulenburg. 